# MAMA (山猿の曲)
「MAMA」（ママ）は、日本のシンガーソングライター・山猿の5作目（通算7作目）のデジタルシングル。

## 概要
- 前作「愛・夢・孤独」から約2週間ぶりのデジタルシングル。
- 「風」以来3作ぶりにタイアップが付いた。
- レコチョク邦楽ヒップホップ/R&B/レゲエチャートにてデイリー首位を獲得。4作連続でのジャンル別デイリー首位を記録した[1]。

## 収録曲
| #  | タイトル | 作詞 | 作曲        | 編曲  | 時間 |
| -- | -------- | ---- | ----------- | ----- | ---- |
| 1. | 「MAMA」 | 山猿 | 山猿、SHIKI | SHIKI | 4:40 |

### 解説
1. MAMA
初の母親を題材にした楽曲で、世の中の全ての母親に捧げる応援歌をテーマに制作されたバラード[1]。

## 参加ミュージシャン
- 山猿：Vocal

Support Musician
- SHIKI：Track & Guitar
- 能村亮平：Drums[注 1]
- 立山秋航：Piano
- 真部裕ストリングス：Strings

## タイアップ
- 伊豆シャボテン動物公園『元祖カピバラの露天風呂』キャンペーンソング

## 収録アルバム
- あいことば3
- 超あいことば -THE BEST-